# Слеме-Скрадсько
Слеме-Скрадсько (хорв. Sleme Skradsko) — населений пункт у Хорватії, в Приморсько-Горанській жупанії у складі громади Скрад.

## Населення
Населення за даними перепису 2011 року становило 2 осіб.
Динаміка чисельності населення поселення: